# Protekcja
Protekcja – ochrona, specjalne względy, okazywane komuś przez wpływową osobę. Słowo to nabrało znaczenia ujemnego i oznacza zwykle względy, okazywane komuś nie z racji jego charakteru lub zasług, lecz z tytułu łaski, do której się wkradł protegowany.